# Петропавловская волость (Богучарский уезд)
Петропавловская волость — историческая административно-территориальная единица Богучарского уезда Воронежской губернии с центром в слободе Петропавловка.
По состоянию на 1880 год состояла 20 поселений, 9 сельских общин. Население — 11 072 лица (5424 мужского пола и 5648 — женской), 1665 дворовых хозяйств
|                       | Площадь, десятин | В том числе пахотной, дес. |
| --------------------- | ---------------- | -------------------------- |
| Сельских общин        | 24570            | 17670                      |
| Частной собственности | 5696             | 4480                       |
| Другой собственности  | 223              | 211                        |
| В общем               | 30489            | 22361                      |

Поселения волости на 1880 год:
- Петропавловка — бывшая государственная слобода при реках Подгорная и Криуша за 30 верст от уездного города, 4929 человек, 760 дворов, 2 православные церкви, школа, 5 лавок, 2 постоялых двора, 2 ярмарки в год.
- Красноселовка — бывшая государственная слобода при реке Подгорная, 3847 человек, 605 дворов, православная церковь, школа, 2 лавки, ежегодная ярмарка.

По данным 1900 года в волости насчитывалось 37 поселений с преимущественно украинским населением, 8 сельских обществ, 124 здания и учреждения, 2066 дворовых хозяйств, население составляло 12 117 человек (6074 мужского пола и 6043 — женского).
В 1915 году волостным урядником был Прокопий Осипович Малый, старшиной был Иван Данилович Рыбалкин.